# Gettrup (parochie)
Gettrup is een parochie van de Deense Volkskerk in de Deense gemeente Thisted. De parochie maakt deel uit van het bisdom Aalborg en telt 156 kerkleden op een bevolking van 170 (2004).
Historisch maakt de parochie deel uit van de herred Refs. In 1970 werd de parochie opgenomen in de nieuw gevormde gemeente Sydthy, die in 2007 opging in het vergrote Thisted.
Agger · Bedsted · Boddum · Gettrup · Grurup · Harring · Hassing · Helligsø · Heltborg · Hørdum · Hørsted · Hurup · Hvidbjerg Vesten Å · Lodbjerg · Ørum · Skyum · Snedsted · Sønderhå · Stagstrup · Stenbjerg · Vestervig · Villerslev · Visby · Ydby